# Onthophagus hyaena
Onthophagus hyaena är en skalbaggsart som beskrevs av Fabricius 1801. Onthophagus hyaena ingår i släktet Onthophagus och familjen bladhorningar. Inga underarter finns listade i Catalogue of Life.